# Alfred Beaumont
Pour les articles homonymes, voir Beaumont.
Alfred Beaumont, né le 4 mai 1829 à Avranches et mort le 2 août 1869 à Caen, est un homme d'affaires, peintre et directeur d'opéra français.

## Biographie
Né à Avranches le 4 mai 1829, Alfred-Auguste Beaumont est le fils de Victoire-Angélique, dite Victorine Caiget (1801-1874) et d'un peintre originaire de Vire, Auguste Beaumont (d) (1802-1881), alors professeur de dessin, demi-frère de l'architecte Philippe-Auguste Beaumont (d) (1814-1897).
Alfred est le frère de Victor-Auguste Beaumont (né en 1827), père de la sculptrice Marguerite Beaumont (d) (1860-1913).
Élève de l’École des beaux-arts, où il a obtenu une médaille en dessin, Alfred Beaumont pratique pendant peu de temps la peinture avant de se lancer dans les affaires boursières.
Le 18 juin 1860, par arrêté du ministre d'État, Achille Fould, Beaumont est nommé directeur du théâtre impérial de l'Opéra-Comique, en remplacement de Nestor Roqueplan. À la fin du mois suivant, il crée une société  afin d'exploiter cette salle. Il y est associé avec un commanditaire, le banquier espagnol Luis de Cuadra, un proche de José de Salamanca. Cuadra ayant bientôt constaté de graves problèmes dans la gestion de Beaumont, il écrit au mois de novembre suivant au successeur de Fould, Walewski, pour se plaindre du directeur de la salle Favart et pour suggérer le remplacement de celui-ci par Léon Carvalho.
Entretemps, Beaumont prend des initiatives afin de tenter de redresser la situation de l'établissement. Il a notamment l'idée d'associer le compositeur Jacques Offenbach au librettiste Eugène Scribe pour offrir un nouvel opéra bouffe aux spectateurs de la salle Favart. De cette collaboration, qui implique également Henry Boisseaux, naît Barkouf, créé le 24 décembre 1860.
Sollicité à nouveau par les contempteurs de la gestion de Beaumont, auxquels appartient Gustave Delahante, Walewski intervient finalement le 26 janvier 1862. « Considérant que le sieur Beaumont est en état de mauvaises affaires, constatées par le défaut des paiements des artistes, employés ou fournisseurs » et qu'il « a cessé de mériter la confiance de l'administration », le ministre d’État révoque Beaumont, qui est remplacé par Émile Perrin. La société Beaumont & Cie est donc dissoute le 19 février suivant.
Après sa faillite, Alfred Beaumont se fait oublier. Il meurt le 2 août 1869 à Caen, où il s'occupait d'affaires industrielles pour le compte d'une entreprise madrilène.